# Darunavir
Darunavír (DRV), pod tržnim imenom Prezista in drugimi, je protiretrovirusna učinkovina za zdravljenje in preprečevanje okužbe s HIV/aids. Uporablja se v kombinaciji z drugimi protiretrovirusnimi zdravili. Običajno se daje hkrati z nizkimi odmerki ritonavirja ali kobicistata, ki delujeta kot farmakokinetična ojačevalca in povečata ravni darunavirja v plazmi. Uporablja se tudi pri preprečevanju okužbe po izpostavitvi, na primer po vbodu z iglo. Uporablja se peroralno, dvakrat dnevno.
Med pogoste neželene učinke darunavirja spadajo driska, slabost, bolečina v trebuhu, glavobol in izpuščaj. Hudi neželeni učinki, ki se lahko pojavijo, so preobčutljivostna reakcija, motnje delovanja jeter in hude oblike kožnega izpuščaja, kot je toksična epidermalna nekroliza. Kaže, da je njegova uporaba med nosečnostjo za otroka varna, vendar je študij o tem malo. Spada v skupino učinkovin proteazni zaviralec|proteaznih zaviralcev in deluje tako, da zavira virusno proteazo.
Darunavir so v ZDA odobrili za uporabo leta 2006,  v EU pa 2007. Uvrščen je na seznam osnovnih zdravil Svetovne zdravstvene organizacije, torej med najpomembnejša učinkovita in varna zdravila, potrebna za normalno zagotavljanje zdravstvene oskrbe.

## Klinična uporaba
Darunavir se uporablja za zdravljenje okužbe s HIV pri odraslih in mladostnikih, in sicer tako pri predhodno nezdravljenih bolnikih kot pri tistih, ki so v preteklosti že prejemali protiretrovirusno zdravljenje z drugimi zdravili. V študiji pri predhodno nezdravljenih (z zdravljenjem neizkušenih) bolnikih se je v 96. tednu zdravljenja kombinacija protiretrovirusnih zdravil z darunavirjem izkazala za enako učinkovito kot kombinacija, ki je vključevala lopinavir in ritonavir. Ameriški Urad za prehrano in zdravila je odobril uporabo darunavirja v kombinaciji za zdravljenje predhodno nezdravljenih bolnikov 21. oktobra 2008. Kot druga protiretrovirusna zdravila tudi darunavir ne povzroči ozdravitve okužbe s HIV.
Darunavir/ritonavir se uporablja v kombinaciji s tenofovirjem in emtricitabinom tudi pri zaščiti po izpostavitvi, torej za preprečevanje okužbe s HIV po incidentu (tveganem spolnem odnosu ali vbodu s potencialno okuženo iglo). Zdravljenje pri zaščiti po izpostavitvi traja 4 tedne, zdravnik pa ga mora uvesti čim prej po tvegani izpostavitvi (najbolje v prvih štirih urah, a najkasneje v 72 urah po incidentu).

## Neželeni učinki
Darunavir bolniki na splošno dobro prenašajo. Najpogostejši neželeni učinek je izpuščaj (pojavi se pri 7 % bolnikov). Drugi pogosti neželeni učinki so driska (2,3 % bolnikov), glavobol (3,8 % bolnikov), bolečina v trebuhu (2,3 % bolnikov), zaprtje (2,3 % bolnikov) in bruhanje (1,5 % bolnikov). Darunavir lahko povzroči tudi preobčutljivostno reakcijo. Bolniki, ki so preobčutljivi za ritonavir, lahko preobčutljivostno reakcijo razvijejo tudi po uporabi darunavirja.
Pri uporabi proteaznih zaviralcev, med katere spada darunavir, so poročali tudi o hiperglikemiji (povišana raven krvnega sladkorja), pojavu ali poslabšanju sladkorne bolezni, bolečina v mišicah|bolečinah v mišicah in povečano tveganje za krvavitve pri bolnikih s krvavičnostjo (hemofilijo). Pri nekaterih bolnikih, ki prejemajo protiretrovirusna zdravila, pride do sprememb v telesnih maščobah, vključno z izgubo maščobnega tkiva v spodnjih in zgornjih okončinah ter na obrazu ter nalaganja maščob v trebušnem predelu in ob notranjih organih, povečanju prsnega maščevja ter nalaganju maščob v zatilju. Vzrok in dolgoročne posledice ter sprememb v maščevju niso pojasnjeni.

### Součinkovanje z drugimi zdravili
Pri uporabi darunavirja sočasno z nekaterimi drugimi zdravili lahko pride do součinkovanja. Interakcije darunavirja se razlikujejo in so odvisne od tega ali je farmakokinetični ojačevalec ritonavir ,ali kobicistat, zato so tudi priporočila za sočasno uporabo darunavirja z drugimi zdravili lahko različna, odvisno od tega ali je darunavir okrepljen z ritonavirjem ali s kobicistatom.

## Mehanizem delovanja
Darunavir je nepeptidni zaviralec proteaze in se veže v aktivno mesto tega encima preko številnih vodikovih vezi. Selektivno zavira cepljenje poliproteinov Gag-Pol, ki jih kodira virus HIV v z virusom okuženih
celicah, in tako preprečuje nastajanje zrelih kužnih virusnih delcev.